# Doto unguis
Doto unguis is een slakkensoort uit de familie van de Dotidae. De wetenschappelijke naam van de soort is voor het eerst geldig gepubliceerd in 1989 door Ortea & Rodriguez.